# Lappalanjärven lahdet ja Kytölänlampi
Lappalanjärven lahdet ja Kytölänlampi este o arie protejată (arie specială de conservare — SAC, sit de importanță comunitară — SCI) din Finlanda întinsă pe o suprafață de 82 ha, integral pe uscat.

## Localizare
Centrul sitului Lappalanjärven lahdet ja Kytölänlampi este situat la coordonatele 60°55′24″N 26°44′02″E / 60.9233°N 26.7339°E.

## Înființare
Situl Lappalanjärven lahdet ja Kytölänlampi a fost declarat sit de importanță comunitară în mai 2002 pentru a proteja 1 specie de plante și 2 specii de animale. Situl a fost protejat și ca arie specială de conservare în aprilie 2015.

## Biodiversitate
Situată în ecoregiunea boreală, aria protejată nu include niciun habitat protejat.
La baza desemnării sitului se află mai multe specii protejate:
- plante (1): Najas tenuissima
- nevertebrate (2): Dytiscus latissimus, libelule (Leucorrhinia pectoralis)

Pe lângă speciile protejate, pe teritoriul sitului au mai fost identificate 1 specie de nevertebrate.